# Marcillac-Vallon
Marcillac-Vallon é uma comuna francesa na região administrativa de Occitânia, no departamento de Aveyron. Estende-se por uma área de 14,59 km². Em 2010 a comuna tinha 1 771 habitantes (densidade: 121,4 hab./km²).